# 公民團結黨
公民團結黨（縮寫：VHP）是亞塞拜然的保守派政黨，成立於1992年，目前的領導人為沙比爾·魯斯塔姆漢利，該黨的意識形態為「基於自由、平等和團結的普遍政治價值」。
公民團結黨於2010年亞塞拜然議會選舉中取得國民議會125個席次中的3席；2015年的選舉中取得2席；2020年的選舉中取得3席。

## 外部連結
- 公民團結黨